# Psychotria nudiflora
Psychotria nudiflora är en måreväxtart som beskrevs av Robert Wight och George Arnott Walker Arnott. Psychotria nudiflora ingår i släktet Psychotria och familjen måreväxter.

## Underarter
Arten delas in i följande underarter:
- P. n. latifolia
- P. n. nudiflora